# Kaitinano Mwemweata
Kaitinano Mwemweata, född 22 juli 1984 på Butaritari, är en kiribatisk friidrottare, som har representerat sitt land i internationella tävlingar i många grenar. I OS 2004 i Aten blev hon den första kiribatiska idrottaren som deltog i Olympiska spelen. Hennes resultat på 100 meter var 13,07 som är kiribatiskt rekord. Detta resultat var det nionde långsammaste.
Hon har deltagit två gånger i VM i friidrott. Den första var i Edmonton 2001 där hon sprang 200 meter på tiden 28,76. I Helsingfors 2005 sprang hon 100 meter och då var resultatet 13,80. Hon ville delta i VM i friidrott 2007 i Osaka om hon bara kunde få fritt från jobbet. Antagligen fick hon inte det, då man inte såg henne löpa Osaka.
I mikronesiska mästerskapen har Mwemweata vunnit guld i längdhopp med resultatet 4,50.
I kiribatiska mästerskapen 2006 vann hon guld i längdhopp (4,59), 100 meter (14,0), 200 meter (28,8), 400 meter (1.09,6), tresteg (903) samt silver i höjdhopp (1,30) och brons i kulstötning (8,20). Hon håller det kiribatiska rekordet på 100 meter (13,07), 200 meter (28,76) och 400 meter (1.08,7).